# Coeligetes robustus
Coeligetes robustus es un coleóptero de la familia Chrysomelidae.
Fue descrita científicamente en 1889 por Allard.